# 天使站 (布拉格地铁)
天使站是一座布拉格地铁B线的地铁站。“Anděl”一词在捷克语中的字面意思是“天使”。